# Epilampra conferta
Epilampra conferta är en kackerlacksart som beskrevs av Walker, F. 1868. Epilampra conferta ingår i släktet Epilampra och familjen jättekackerlackor. Inga underarter finns listade i Catalogue of Life.